# L'Obs
L'Obs (ursprungligen France Observateur, senare Le Nouvel Observateur, från 23 oktober 2014 L'Obs) är en fransk nyhetstidning som utkommer en gång per vecka.
Tidningen grundades år 1950 som France Observateur. Namnet Le Nouvel Observateur antogs år 1964. År 2014 bytte den namn till L'Obs. Tidningen är ägnad åt politik, näringsliv, ekonomi och kultur i Europa, Mellanöstern och Afrika. Dess orientering hör till den socialdemokratiska rörelsen.